# Biron, Charente-Maritime
Biron là một xã trong tỉnh Charente-Maritime Charente-Maritime trong vùng Nouvelle-Aquitaine, tây nam nước Pháp. Xã Biron, Charente-Maritime nằm ở khu vực có độ cao từ 15-81 mét trên mực nước biển.